# Кармадон
Кармадо́н (осет. Хъæрмæдон — тёплая вода) — посёлок в Пригородном районе республики Северная Осетия — Алания. Административный центр Кармадонского сельского поселения. Бальнеологический курорт (с 1962 года).

## География
Кармадон расположен в 35 км от Владикавказа, на левом берегу реки Геналдон, на высоте 1520 метров на северо-западном склоне горы Казбек. В посёлке находятся горячие источники. Минеральная вода «Кармадон» продаётся во многих городах России.

## История
Кармадонские минеральные источники впервые были обнаружены примерно в 1847 году жителем селения Тменикау Тепсарико Цараховым.
Молодой охотник Тепсарико Царахов, преследуя раненого тура по Майлинскому леднику, обнаружил выходивший из трещины ледника тёплый пар. Попытки охотника спуститься ниже и выяснить происхождение пара не увенчались успехом. Спустя некоторое время Царахов вместе со своим отцом пробрались к трещине ледника, дышавшего тёплым паром. Тепсарико обвязал себя верёвками и спустился в ледниковый «колодец» глубиной в несколько десятков метров. Здесь, на дне «колодца», он нашёл «карм дон», что по-осетински значит «горячая вода». С тех пор за источниками и близлежащей окрестностью сохранилось название «Кармадон».
В 1904 году графиня Уварова писала, что общество Санибанского прихода «отдало в аренду за 80 рублей в году одному предпрнимателю горячие железистые ключи „Кармадона“, устроившему при них нечто вроде санитарной колонии для слабосильных и чахоточных».
В 1973 году медицинский персонал санатория получил новые благоустроенные квартиры в пятиэтажном здании, расположенном у восточного подножия горы Чижджиты-хох.
В 2002 году в результате схода лавины с ледника Колка в Кармадонском ущелье произошёл сель, приведший к гибели более сотни человек. Среди погибших была съёмочная группа фильма «Связной» во главе с Сергеем Бодровым — младшим.
2 февраля 2021 года проект «Настоящее Время. Док» на одноимённом Ютуб канале выпустил фильм под названием «Кармадон. Село в 5 этажей».

## Население
| 2002 | 2010 | 2021 |
| ---- | ---- | ---- |
| 117  | ↘91  | ↗102 |